# Wahlkreis Marburg-Biedenkopf II
Der Wahlkreis Marburg-Biedenkopf II (Wahlkreis 13) ist einer von zwei Landtagswahlkreisen im hessischen Landkreis Marburg-Biedenkopf. Zum Wahlkreis gehören die Städte und Gemeinden Amöneburg, Kirchhain, Marburg, Neustadt (Hessen) und Stadtallendorf. Vor der Änderung vom 14. Mai 2022 gehörten auch noch Rauschenberg und Wohratal dazu.
Wahlberechtigt waren bei der letzten Landtagswahl 96.883 der rund 139.000 Einwohner des Wahlkreises. Geografisch deckt der Wahlkreis den Osten des Landkreises Marburg-Biedenkopf (Altkreis Kirchhain) und die zentral gelegene Kreisstadt Marburg (Altkreis Marburg ohne Norden und Süden) ab und ist deutlich einwohnerstärker als der westlichere Wahlkreis Marburg-Biedenkopf I (114.000 Einwohner).
Der Wahlkreis Marburg-Biedenkopf I existiert in unveränderter Form seit dem 1. Januar 1983. Sein Gebiet ist dem des früheren Wahlkreises 12 bis 1982 sehr ähnlich.

## Wahl 2023
| Landtagswahl in Hessen 2023 – WK Marburg-Biedenkopf IIZweitstimmen %403020100 30,1 %18,9 %16,7 %15,3 %6,9 %3,9 %2,5 %1,3 %4,4 % CDUGrüneSPDAfDLinkeFDPFWTierschutzSonst.Gewinne und Verlusteim Vergleich zu 2018 %p 6 4 2 0 −2 −4+5,1 %p−2,6 %p−3,7 %p+4,3 %p−3,8 %p−2,2 %p+0,8 %p+0,6 %p+0,8 %pCDUGrüneSPDAfDLinkeFDPFWTierschutzSonst. |

| Gegenstand der Nachweisung | Gegenstand der Nachweisung | Erst- stimmen | Erst- stimmen | Zweit- stimmen | Zweit- stimmen |
| Bewerber                   | Partei                     | Anzahl        | %             | Anzahl         | %              |
| -------------------------- | -------------------------- | ------------- | ------------- | -------------- | -------------- |
| Wahlberechtigte            | Wahlberechtigte            | 90.348        | 90.348        | 90.348         | 90.348         |
| Wähler                     | Wähler                     | 59.794        | 59.794        | 59.794         | 66,2           |
| Ungültige Stimmen          | Ungültige Stimmen          | 834           | 1,4           | 846            | 1,4            |
| Gültige Stimmen            | Gültige Stimmen            | 58.960        | 98,6          | 58.948         | 98,6           |
| davon                      |                            |               |               |                |                |
| Dirk Bamberger             | CDU                        | 18.486        | 31,4          | 17.766         | 30,1           |
| Angela Dorn-Rancke         | GRÜNE                      | 10.439        | 17,7          | 11.127         | 18,9           |
| Sebastian Sack             | SPD                        | 13.237        | 22,5          | 9.842          | 16,7           |
| Pascal Schleich            | AfD                        | 8.241         | 14,0          | 9.048          | 15,3           |
| Lisa Deißler               | FDP                        | 1.910         | 3,2           | 2.290          | 3,9            |
| Jan Schalauske             | Die Linke                  | 4.028         | 6,8           | 4.042          | 6,9            |
| Göhan Özdemir              | Freie Wähler               | 1.531         | 2,6           | 1.474          | 2,5            |
|                            | Tierschutzpartei           |               |               | 753            | 1,3            |
| Sebastian Hörner           | Die PARTEI                 | 901           | 1,5           | 550            | 0,9            |
|                            | Piraten                    |               |               | 181            | 0,3            |
|                            | ÖDP                        | 175           | 0,3           |                |                |
|                            | P. f. schulm. Verjf.       | 35            | 0,1           |                |                |
|                            | V-Partei³                  | 177           | 0,3           |                |                |
|                            | PdH                        | 121           | 0,2           |                |                |
|                            | ABG                        | 50            | 0,1           |                |                |
|                            | APPD                       | 97            | 0,2           |                |                |
|                            | Basis                      | 252           | 0,4           |                |                |
|                            | DKP                        | 73            | 0,1           |                |                |
|                            | DIE NEUE MITTE             | 33            | 0,1           |                |                |
|                            | Volt                       | 394           | 0,7           |                |                |
|                            | Klimaliste                 | 468           | 0,8           |                |                |
| Frank Michler              | WDMR                       | 187           | 0,3           |                |                |

## Wahl 2018
| Gegenstand der Nachweisung | Gegenstand der Nachweisung | Wahlkreis- stimmen | Wahlkreis- stimmen | Landes- stimmen | Landes- stimmen |
| Kreiswahlbewerber          | Partei                     | Anzahl             | %                  | Anzahl          | %               |
| -------------------------- | -------------------------- | ------------------ | ------------------ | --------------- | --------------- |
| Wahlberechtigte            | Wahlberechtigte            | 96.283             | 100,0              | 96.283          | 100,0           |
| Wähler                     | Wähler                     | 65.962             | 68,5               | 65.962          | 68,5            |
| Ungültige Stimmen          | Ungültige Stimmen          | 1.327              | 2,0                | 1.076           | 1,6             |
| Gültige Stimmen            | Gültige Stimmen            | 64.635             | 100,0              | 64.886          | 100,0           |
| davon                      |                            |                    |                    |                 |                 |
| Dirk Bamberger             | CDU                        | 18.531             | 28,7               | 16.314          | 25,1            |
| Handan Özgüven             | SPD                        | 16.330             | 25,3               | 13.384          | 20,6            |
| Angela Dorn-Rancke         | GRÜNE                      | 11.604             | 18,0               | 13.682          | 21,1            |
| Jan Schalauske             | LINKE                      | 6.336              | 9,8                | 6.751           | 10,4            |
| Lisa Deißler               | FDP                        | 3.426              | 5,3                | 3.938           | 6,1             |
| Eric Markert               | AfD                        | 6.758              | 10,5               | 7.372           | 11,4            |
| Michael Weber              | PIRATEN                    | 573                | 0,9                | 359             | 0,6             |
| –                          | FREIE WÄHLER               | –                  | –                  | 1.105           | 1,7             |
| –                          | NPD                        | –                  | –                  | 103             | 0,2             |
| Nico Weisenfeld            | Die Partei                 | 606                | 0,9                | 478             | 0,7             |
| Jannik Schestag            | ÖDP                        | 351                | 0,5                | 264             | 0,4             |
| –                          | Die Grauen                 | –                  | –                  | 88              | 0,1             |
| –                          | BüSo                       | –                  | –                  | 7               | 0,0             |
| –                          | AD-Demokraten              | –                  | –                  | 51              | 0,1             |
| –                          | Bündnis C                  | –                  | –                  | 79              | 0,1             |
| –                          | BGE                        | –                  | –                  | 88              | 0,1             |
| –                          | Die Violetten              | –                  | –                  | 29              | 0,0             |
| –                          | LKR                        | –                  | –                  | 25              | 0,0             |
| –                          | Menschliche Welt           | –                  | –                  | 50              | 0,1             |
| –                          | Die Humanisten             | –                  | –                  | 109             | 0,2             |
| –                          | Gesundheitsforschung       | –                  | –                  | 69              | 0,1             |
| –                          | Tierschutzpartei           | –                  | –                  | 453             | 0,7             |
| –                          | V-Partei³                  | –                  | –                  | 88              | 0,1             |
| René Sitt                  | APPD                       | 94                 | 0,1                | –               | –               |

Neben dem erstmals direkt gewählten Wahlkreisabgeordneten Dirk Bamberger (CDU) zogen die Direktkandidaten der Grünen, Angela Dorn-Rancke, und der Linken, Jan Schalauske, über die jeweiligen Landeslisten ihrer Partei in den Landtag ein. Die bisherige SPD-Abgeordnete Handan Özgüven verpasste hingegen den Wiedereinzug in das Parlament.

## Wahl 2013
| Gegenstand der Nachweisung            | Gegenstand der Nachweisung | Wahlkreis- stimmen | Wahlkreis- stimmen | Landes- stimmen | Landes- stimmen |
| Kreiswahlbewerber                     | Partei                     | Anzahl             | %                  | Anzahl          | %               |
| ------------------------------------- | -------------------------- | ------------------ | ------------------ | --------------- | --------------- |
| Wahlberechtigte                       | Wahlberechtigte            | 97.149             | 100,0              | 97.149          | 100,0           |
| Wähler                                | Wähler                     | 69.139             | 71,2               | 69.139          | 71,2            |
| Ungültige Stimmen                     | Ungültige Stimmen          | 1.675              | 2,4                | 1.411           | 2,0             |
| Gültige Stimmen                       | Gültige Stimmen            | 67.464             | 100,0              | 67.728          | 100,0           |
| davon                                 |                            |                    |                    |                 |                 |
| Rose-Marie Lecher                     | CDU                        | 23.797             | 35,3               | 23.205          | 34,3            |
| Thomas Spies                          | SPD                        | 28.560             | 42,3               | 23.081          | 34,1            |
| Christoph Ditschler                   | FDP                        | 1.278              | 1,9                | 2.418           | 3,6             |
| Angela Dorn-Rancke                    | GRÜNE                      | 6.400              | 9,5                | 9.389           | 13,9            |
| Jan Schalauske                        | LINKE                      | 3.978              | 5,9                | 4.562           | 6,7             |
|                                       | FREIE WÄHLER               | –                  | –                  | 340             | 0,5             |
|                                       | NPD                        | –                  | –                  | 396             | 0,6             |
|                                       | Die Republikaner           | –                  | –                  | 198             | 0,3             |
| Michael Weber                         | PIRATEN                    | 1.240              | 1,8                | 1.289           | 1,9             |
|                                       | BüSo                       | –                  | –                  | 14              | 0,0             |
|                                       | ADd                        | –                  | –                  | 61              | 0,1             |
|                                       | Die Grauen                 | –                  | –                  | 38              | 0,1             |
| Hans Freiherr Schenck zu Schweinsberg | AfD                        | 1.666              | 2,5                | 2.146           | 3,2             |
|                                       | AVIP                       | –                  | –                  | 26              | 0,0             |
|                                       | LUPe                       | –                  | –                  | 6               | 0,0             |
|                                       | ÖDP                        | –                  | –                  | 126             | 0,2             |
| Marius Beckmann                       | Die Partei                 | 433                | 0,6                | 411             | 0,6             |
|                                       | PSG                        | –                  | –                  | 22              | 0,0             |

Neben Thomas Spies als Gewinner des Direktmandats ist aus dem Wahlkreis noch Angela Dorn-Rancke über die Landesliste in den Landtag eingezogen. Nach dem Ausscheiden von Thomas Spies aus dem Landtag rückte Anfang Dezember 2015 Handan Özgüven für ihn in den Landtag nach.

## Wahl 2009
| Gegenstand der Nachweisung | Gegenstand der Nachweisung | Wahlkreis- stimmen | Wahlkreis- stimmen | Landes- stimmen | Landes- stimmen |
| Bewerber                   | Partei                     | Anzahl             | %                  | Anzahl          | %               |
| -------------------------- | -------------------------- | ------------------ | ------------------ | --------------- | --------------- |
| Wahlberechtigte            | Wahlberechtigte            | 96.883             | 100,0              | 96.883          | 100,0           |
| Wähler                     | Wähler                     | 59.216             | 61,1               | 59.216          | 61,1            |
| Ungültige Stimmen          | Ungültige Stimmen          | 1.449              | 2,4                | 1.229           | 2,1             |
| Gültige Stimmen            | Gültige Stimmen            | 57.767             | 100,0              | 57.987          | 100,0           |
| davon                      |                            |                    |                    |                 |                 |
| Frank Gotthardt            | CDU                        | 21.120             | 36,6               | 18.143          | 31,3            |
| Thomas Spies               | SPD                        | 22.238             | 38,5               | 16.536          | 28,5            |
| Heinrich J. Dingeldein     | FDP                        | 4.974              | 8,6                | 7.624           | 13,1            |
| Angela Dorn                | GRÜNE                      | 6.156              | 10,7               | 9.867           | 17,0            |
| Jan Schalauske             | LINKE                      | 3.015              | 5,2                | 4.368           | 7,5             |
|                            | REP                        | –                  | –                  | 405             | 0,7             |
|                            | FREIE WÄHLER               | –                  | –                  | 434             | 0,7             |
|                            | NPD                        | –                  | –                  | 275             | 0,5             |
|                            | PIRATEN                    | –                  | –                  | 276             | 0,5             |
|                            | BüSo                       | –                  | –                  | 59              | 0,1             |
| Mirco Rosenberger          | APPD                       | 264                | 0,5                | –               | –               |

Neben Thomas Spies als Gewinner des Direktmandats ist aus dem Wahlkreis noch Angela Dorn über die Landesliste in den Landtag eingezogen.

## Wahl 2008
| Gegenstand der Nachweisung | Gegenstand der Nachweisung | Wahlkreis- stimmen | Wahlkreis- stimmen | Landes- stimmen | Landes- stimmen |
| Bewerber                   | Partei                     | Anzahl             | %                  | Anzahl          | %               |
| -------------------------- | -------------------------- | ------------------ | ------------------ | --------------- | --------------- |
| Wahlberechtigte            | Wahlberechtigte            | 96.740             | 100,0              | 96.740          | 100,0           |
| Wähler                     | Wähler                     | 63.329             | 65,5               | 63.329          | 65,5            |
| Ungültige Stimmen          | Ungültige Stimmen          | 1.151              | 1,8                | 1.009           | 1,6             |
| Gültige Stimmen            | Gültige Stimmen            | 62.178             | 100,0              | 62.320          | 100,0           |
| davon                      |                            |                    |                    |                 |                 |
| Frank Gotthardt            | CDU                        | 21.435             | 34,5               | 19.248          | 30,9            |
| Thomas Spies               | SPD                        | 29.092             | 46,8               | 26.375          | 42,3            |
| Elke Siebler               | GRÜNE                      | 4.127              | 6,6                | 5.594           | 9,0             |
| Rainer Atzbach             | FDP                        | 3.058              | 4,9                | 5.158           | 8,3             |
| Manfred Thierau            | REP                        | 1.168              | 1,9                | 693             | 1,1             |
| Wolfgang Penzler           | Tierschutzpartei           | 555                | 0,9                | 257             | 0,4             |
|                            | BüSo                       | –                  | –                  | 16              | 0,0             |
|                            | PSG                        | –                  | –                  | 23              | 0,0             |
|                            | Volksabstimmung            | –                  | –                  | 50              | 0,1             |
|                            | GRAUE                      | –                  | –                  | 51              | 0,1             |
| Jan Schalauske             | LINKE                      | 2.527              | 4,1                | 4.132           | 6,6             |
|                            | Die Violetten              | –                  | –                  | 46              | 0,1             |
|                            | FAMILIE                    | –                  | –                  | 139             | 0,2             |
|                            | FREIE WÄHLER               | –                  | –                  | 131             | 0,2             |
|                            | NPD                        | –                  | –                  | 265             | 0,4             |
|                            | PIRATEN                    | –                  | –                  | 117             | 0,2             |
|                            | UB                         | –                  | –                  | 25              | 0,0             |
| Mirco Rosenberger          | APPD                       | 216                | 0,3                | –               | –               |

## Wahl 2003
| Gegenstand der Nachweisung | Gegenstand der Nachweisung | Wahlkreis- stimmen | Wahlkreis- stimmen | Landes- stimmen | Landes- stimmen |
| Bewerber                   | Partei                     | Anzahl             | %                  | Anzahl          | %               |
| -------------------------- | -------------------------- | ------------------ | ------------------ | --------------- | --------------- |
| Wahlberechtigte            | Wahlberechtigte            | 94.943             | 100,0              | 94.943          | 100,0           |
| Wähler                     | Wähler                     | 61.571             | 64,9               | 61.571          | 64,9            |
| Ungültige Stimmen          | Ungültige Stimmen          | 1.170              | 1,9                | 1.001           | 1,6             |
| Gültige Stimmen            | Gültige Stimmen            | 60.401             | 100,0              | 60.570          | 100,0           |
| davon                      |                            |                    |                    |                 |                 |
| Frank Gotthardt            | CDU                        | 29.469             | 48,8               | 27.699          | 45,7            |
| Thomas Spies               | SPD                        | 21.814             | 36,1               | 18.239          | 30,1            |
| Keller                     | GRÜNE                      | 5.632              | 9,3                | 8.183           | 13,5            |
| Jan-Bernd Röllmann         | FDP                        | 2.418              | 4,0                | 4.240           | 7,0             |
| Manfred Thierau            | REP                        | 1.068              | 1,8                | 845             | 1,4             |
|                            | Die Tierschutzpartei       | –                  | –                  | 369             | 0,6             |
|                            | DIE FRAUEN                 | –                  | –                  | 126             | 0,2             |
|                            | PBC                        | –                  | –                  | 161             | 0,3             |
|                            | DKP                        | –                  | –                  | 264             | 0,4             |
|                            | ödp                        | –                  | –                  | 93              | 0,2             |
|                            | BüSo                       | –                  | –                  | 28              | 0,0             |
|                            | FAG Hessen                 | –                  | –                  | 66              | 0,1             |
|                            | PSG                        | –                  | –                  | 23              | 0,0             |
|                            | Schill                     | –                  | –                  | 234             | 0,4             |

## Wahl 1999
| Gegenstand der Nachweisung | Gegenstand der Nachweisung | Wahlkreis- stimmen | Wahlkreis- stimmen | Landes- stimmen | Landes- stimmen |
| Bewerber                   | Partei                     | Anzahl             | %                  | Anzahl          | %               |
| -------------------------- | -------------------------- | ------------------ | ------------------ | --------------- | --------------- |
| Wahlberechtigte            | Wahlberechtigte            | 94.599             | 100,0              | 94.599          | 100,0           |
| Wähler                     | Wähler                     | 64.496             | 68,2               | 64.496          | 68,2            |
| Ungültige Stimmen          | Ungültige Stimmen          | 1.505              | 2,3                | 1.545           | 2,4             |
| Gültige Stimmen            | Gültige Stimmen            | 62.991             | 100,0              | 62.951          | 100,0           |
| davon                      |                            |                    |                    |                 |                 |
| Frank Gotthardt            | CDU                        | 27.609             | 43,8               | 26.297          | 41,8            |
| Thomas Spies               | SPD                        | 25.026             | 39,7               | 23.537          | 37,4            |
| Alexander Müller           | GRÜNE                      | 6.321              | 10,0               | 7.136           | 11,3            |
| Winand Koch                | F.D.P.                     | 1.770              | 2,8                | 2.786           | 4,4             |
| Manfred Thierau            | REP                        | 2.265              | 3,6                | 2.094           | 3,3             |
|                            | Die Tierschutzpartei       | –                  | –                  | 223             | 0,4             |
|                            | DIE FRAUEN                 | –                  | –                  | 169             | 0,3             |
|                            | PASS                       | –                  | –                  | 56              | 0,1             |
|                            | DKP                        | –                  | –                  | 230             | 0,4             |
|                            | BüSo                       | –                  | –                  | 3               | 0,0             |
|                            | FWG                        | –                  | –                  | 100             | 0,2             |
|                            | PBC                        | –                  | –                  | 81              | 0,1             |
|                            | DHP                        | –                  | –                  | 15              | 0,0             |
|                            | NATURGESETZ                | –                  | –                  | 48              | 0,1             |
|                            | ödp                        | –                  | –                  | 68              | 0,1             |
|                            | NPD                        | –                  | –                  | 74              | 0,1             |
|                            | BFB-Die Offensive          | –                  | –                  | 34              | 0,1             |

## Wahl 1995
| Gegenstand der Nachweisung | Gegenstand der Nachweisung | Wahlkreis- stimmen | Wahlkreis- stimmen | Landes- stimmen | Landes- stimmen |
| Bewerber                   | Partei                     | Anzahl             | %                  | Anzahl          | %               |
| -------------------------- | -------------------------- | ------------------ | ------------------ | --------------- | --------------- |
| Wahlberechtigte            | Wahlberechtigte            | 95.694             | 100,0              | 95.694          | 100,0           |
| Wähler                     | Wähler                     | 65.132             | 68,1               | 65.132          | 68,1            |
| Ungültige Stimmen          | Ungültige Stimmen          | 1.488              | 2,3                | 1.268           | 1,9             |
| Gültige Stimmen            | Gültige Stimmen            | 63.644             | 100,0              | 63.864          | 100,0           |
| davon                      |                            |                    |                    |                 |                 |
| Gretl Meisheimer           | SPD                        | 24.391             | 38,3               | 21.965          | 34,4            |
| Frank Gotthardt            | CDU                        | 25.319             | 39,8               | 24.034          | 37,6            |
| Alexander Müller           | GRÜNE                      | 9.049              | 14,2               | 11.149          | 17,5            |
| Winand Koch                | F.D.P.                     | 2.540              | 4,0                | 4.017           | 6,3             |
|                            | ÖDP                        | –                  | –                  | 130             | 0,2             |
|                            | GRAUE                      | –                  | –                  | 163             | 0,3             |
| Manfred Thierau            | REP                        | 1.795              | 2,8                | 1.627           | 2,5             |
|                            | Solidarität                | –                  | –                  | 5               | 0,0             |
|                            | APD                        | –                  | –                  | 80              | 0,1             |
|                            | DKP                        | –                  | –                  | 198             | 0,3             |
| Brigitte Fuhrmann          | NPD                        | 119                | 0,2                | 97              | 0,2             |
|                            | DHP                        | –                  | –                  | 12              | 0,0             |
|                            | f.NEP                      | –                  | –                  | 41              | 0,1             |
| Brigitte Klein             | NATURGESETZ                | 207                | 0,3                | 102             | 0,2             |
|                            | BFB                        | –                  | –                  | 48              | 0,1             |
|                            | PBC                        | –                  | –                  | 141             | 0,2             |
|                            | STATT Partei               | –                  | –                  | 55              | 0,1             |
| Harald Hormel              | CM                         | 119                | 0,2                | –               | –               |
| Rainer Wiegand             | Einzelbewerber             | 105                | 0,2                | –               | –               |

## Wahl 1991
| Gegenstand der Nachweisung | Gegenstand der Nachweisung | Wahlkreis- stimmen | Wahlkreis- stimmen | Landes- stimmen | Landes- stimmen |
| Bewerber                   | Partei                     | Anzahl             | %                  | Anzahl          | %               |
| -------------------------- | -------------------------- | ------------------ | ------------------ | --------------- | --------------- |
| Wahlberechtigte            | Wahlberechtigte            | 95.250             | 100,0              | 95.250          | 100,0           |
| Wähler                     | Wähler                     | 69.268             | 72,7               | 69.268          | 72,7            |
| Ungültige Stimmen          | Ungültige Stimmen          | 1.445              | 2,1                | 935             | 1,3             |
| Gültige Stimmen            | Gültige Stimmen            | 67.823             | 100,0              | 68.333          | 100,0           |
| davon                      |                            |                    |                    |                 |                 |
| Dietrich Möller            | CDU                        | 28.077             | 41,4               | 26.475          | 38,7            |
| Karl Schnabel              | SPD                        | 28.811             | 42,5               | 25.448          | 37,2            |
| Gerhard Kaminski           | GRÜNE                      | 7.252              | 10,7               | 10.160          | 14,9            |
| Horst Heithecker           | F.D.P.                     | 3.683              | 5,4                | 4.692           | 6,9             |
|                            | REP                        | –                  | –                  | 938             | 1,4             |
|                            | DIE GRAUEN                 | –                  | –                  | 262             | 0,4             |
|                            | ÖDP                        | –                  | –                  | 224             | 0,3             |
|                            | PBC                        | –                  | –                  | 134             | 0,2             |

## Wahl 1987
|                   | Partei            | Anzahl | %     |
| ----------------- | ----------------- | ------ | ----- |
| Wahlberechtigte   | Wahlberechtigte   | 88.537 | 100,0 |
| Wähler            | Wähler            | 71.913 | 81,2  |
| Ungültige Stimmen | Ungültige Stimmen | 671    | 0,9   |
| Gültige Stimmen   | Gültige Stimmen   | 71.242 | 100,0 |
| davon             |                   |        |       |
| Karl Schnabel     | SPD               | 26.291 | 36,9  |
| Dietrich Möller   | CDU               | 29.392 | 41,3  |
| Gisela Babel      | F.D.P.            | 5.111  | 7,2   |
| Jürgen Rachner    | GRÜNE             | 9.792  | 13,7  |
| Hartmut Möller    | DKP               | 484    | 0,7   |
| Astrid Petermann  | Frauen            | 172    | 0,2   |

## Wahl 1983
|                      | Partei            | Anzahl | %     |
| -------------------- | ----------------- | ------ | ----- |
| Wahlberechtigte      | Wahlberechtigte   | 83.791 | 100,0 |
| Wähler               | Wähler            | 70.526 | 84,2  |
| Ungültige Stimmen    | Ungültige Stimmen | 561    | 0,8   |
| Gültige Stimmen      | Gültige Stimmen   | 69.965 | 100,0 |
| davon                |                   |        |       |
| Dietrich Möller      | CDU               | 29.047 | 41,5  |
| Karl Schnabel        | SPD               | 29.436 | 42,1  |
| Jan Kuhnert          | GRÜNE             | 5.648  | 8,1   |
| Edith Strumpf        | F.D.P.            | 4.610  | 6,6   |
| Gerhard Bauß         | DKP               | 619    | 0,9   |
| Heinz-Hermann Storck | LD                | 496    | 0,7   |
| Marie Veit           | DS                | 109    | 0,2   |

## Bisherige Wahlkreissieger
Direkt gewählte Abgeordnete des Wahlkreises Marburg-Biedenkopf II (bis 1982, Marburg-Biedenkopf Ost) waren:
| Jahr | Direktkandidat  | Partei | Stimmen in % |
| ---- | --------------- | ------ | ------------ |
| 2023 | Dirk Bamberger  | CDU    | 31,4         |
| 2018 | Dirk Bamberger  | CDU    | 28,7         |
| 2013 | Thomas Spies    | SPD    | 42,3         |
| 2009 | Thomas Spies    | SPD    | 38,5         |
| 2008 | Thomas Spies    | SPD    | 46,8         |
| 2003 | Frank Gotthardt | CDU    | 48,8         |
| 1999 | Frank Gotthardt | CDU    | 43,8         |
| 1995 | Frank Gotthardt | CDU    | 39,8         |
| 1991 | Karl Schnabel   | SPD    | 42,5         |
| 1987 | Dietrich Möller | CDU    | 41,3         |
| 1983 | Karl Schnabel   | SPD    | 42,1         |
| 1982 | Dietrich Möller | CDU    | 46,3         |